# Miss Colorado USA

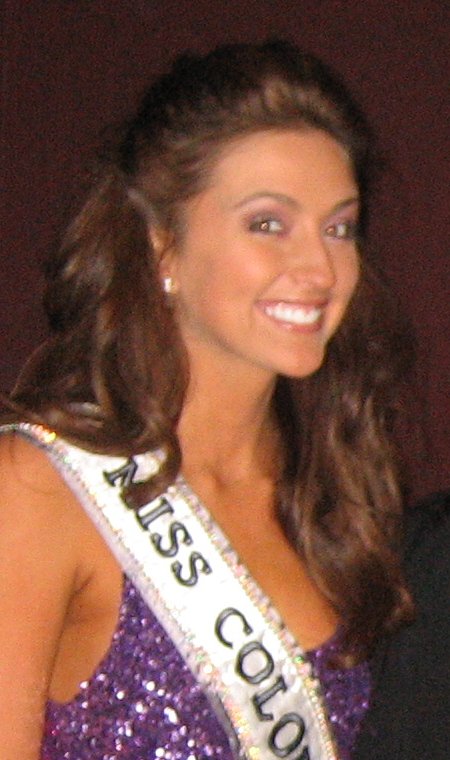
Beckie Hughes, Miss Colorado USA 2008.

Miss Colorado USA, est un concours de beauté féminin, destiné aux jeunes femmes de 17 à 27 ans vivant dans l'État du Colorado, dont la gagnante participe à l'élection de Miss USA.

## Lauréates
| Année | Nom                   | Domicile         | Âge1 | Classement à Miss USA | Prix spéciaux à Miss USA | Notes |
| ----- | --------------------- | ---------------- | ---- | --------------------- | ------------------------ | --- |
| 2024  | Jessi Kalambayi       | Denver           | 25   | Top 20                |                          | |
| 2023  | Arianna Lemus         | Gunnison         | 26   |                       |                          | |
| 2022  | Alexis Glover         | Colorado Springs | 23   |                       |                          | Ancienne Miss Colorado Teen USA 2017 |
| 2021  | Olivia Lorenzo        | Fort Collins     | 20   |                       |                          | |
| 2020  | Emily DeMure          | Boulder          | 21   |                       |                          | |
| 2019  | Madison Dorenkamp     | Lamar            | 26   |                       |                          | |
| 2018  | Chloe Brown           | Grand Junction   | 22   |                       |                          | Ancienne Miss Colorado Teen USA 2013 |
| 2017  | Sabrina Janssen       | Denver           | 22   |                       |                          | |
| 2016  | Caley-Rae Pavillard   | Castle Rock      | 22   |                       |                          | Ancienne Miss Colorado Teen USA 2011 et Top 15 à Miss Teen USA 2011 |
| 2015  | Talyah Tanzania Polee | Denver           | 26   |                       |                          | |
| 2014  | Eleanna Livaditis     | Centennial       | 25   |                       |                          | |
| 2013  | Amanda Wiley          | Denver           | 25   |                       |                          | |
| 2012  | Marybel Gonzalez      | Denver           | 24   | Top 10                |                          | |
| 2011  | Blair Griffith        | Lakewood         | 22   |                       |                          | Ancienne Miss Colorado Teen USA 2006 |
| 2010  | Jessica Hartman       | Pueblo           | 19   | 3e dauphine           |                          | Miss Intercontinentale 2011 |
| 2009  | Patrice Williams      | Colorado Springs | 22   |                       |                          | |
| 2008  | Beckie Hughes         | Grand Junction   | 21   |                       |                          | |
| 2007  | Keena Bonella         | Grand Junction   | 21   |                       |                          | |
| 2006  | Jacqueline Madera     | Denver           | 26   |                       |                          | |
| 2005  | Lauren Cisneros       | Castle Rock      | 23   |                       |                          | |
| 2004  | Janel Haw             | Aurora           | 26   |                       |                          | |
| 2003  | Erin MacGregor        | Vail             | 26   |                       |                          | Participation à Miss Colorado 1999 |
| 2002  | Keely Coe Gaston      | Morrison         | 24   |                       |                          | Participation à Miss Colorado 1998 |
| 2001  | Katee Doland          | Arvada           | 20   |                       | Miss Photogénie          | Vainqueur de la Triple Crown, auparavant Miss Colorado Teen USA 1998, et classée parmi les dix premières au concours Miss Teen USA 1998 et ultérieurement Miss Colorado 2003 ; ancienne cheerleader des Denver Broncos ; actuelle présentatrice du concours Miss Colorado et directrice du concours Miss Colorado's Outstanding Teen sous son nom de femme mariée, Katee Mink |
| 2000  | Tiani Jones           | Aurora           | 23   | Top 10                |                          | |
| 1999  | Susan Manuello        | Boulder          |      |                       |                          | |
| 1998  | Michelle Stanley      | Littleton        |      |                       |                          | Participation à Miss Colorado 1996 |
| 1997  | Damien Munoz          | Westminster      |      |                       |                          | |
| 1996  | Suesan Rajabi         | Englewood        |      |                       |                          | |
| 1995  | Emily Weeks           | Denver           |      |                       |                          | |
| 1994  | Kimberly Veldhuizen   | Denver           |      |                       |                          | |
| 1993  | Janna Durbin          | Golden           |      |                       |                          | Participation à Miss Colorado Teen USA 1989 |
| 1992  | Laura Dewild          | Denver           |      |                       |                          | |
| 1991  | Melanie Ness          | Fort Morgan      |      |                       |                          | |
| 1990  | Michelle Harrison     | Conifer          |      |                       |                          | 2e dauphine de Miss Oktoberfest 1990 |
| 1989  | Debbie James          | Denver           |      | Demi-finaliste        |                          | Miss Colorado Teen USA 1985 et Miss Oktoberfest 1989 |
| 1988  | Nicola Svaldi         | Aurora           |      |                       |                          | |
| 1987  | Polly Kuska           | Fort Bliss       |      |                       |                          | |
| 1986  | Cheryl Rohleder       | Denver           |      |                       |                          | |
| 1985  | Lynnette Jessen       | Denver           |      |                       |                          | Participation à Miss Colorado 1981 |
| 1984  | Michelle Anderson     | Denver           |      |                       |                          | |
| 1983  | Lisa Gay Trujillo     | Denver           |      |                       |                          | |
| 1982  | Dusty Hutton          | Longmont         |      |                       |                          | |
| 1981  | Shannon Davidson      | Boulder          |      |                       |                          | |
| 1980  | Shelley Marks         | Littleton        |      |                       |                          | |
| 1979  | Jene Nelson           | Pueblo           |      |                       |                          | |
| 1978  | Linda Potestio        | Pueblo           |      |                       |                          | |
| 1977  | Mary Anne Genzel      | Colorado Springs | 17   |                       |                          | |
| 1976  | Patricia Sweany       | Lamar            |      |                       |                          | |
| 1975  | Amy Long              | Lakewood         |      |                       |                          | |
| 1974  | Connie Larsen         | Denver           |      |                       |                          | |
| 1973  | Lenita Mosley         | Denver           |      |                       |                          | |
| 1972  | Patricia Cadigan      | Lakeland         |      |                       |                          | |
| 1971  | Diane Knaub           | Denver           |      |                       | Miss Congénitale         | |
| 1970  | Linda Hicklin         | Greeley          |      |                       |                          | |
| 1969  | Susan Hawkins         | Colorado Springs |      | Demi-finaliste        | Miss Photogénique        | |
| 1968  | Ann Bell              | Littleton        |      |                       |                          | |
| 1967  | Kim Kelly             |                  |      |                       |                          | |
| 1966  | Rosemary Barnwell     |                  |      |                       |                          | |
| 1965  | Cathy McPherson       |                  |      |                       |                          | |
| 1964  | Pas d'élection        |                  |      |                       |                          | |
| 1963  | Rhea Looney           |                  |      | 3e dauphine           |                          | |
| 1962  | Penny James           |                  |      | Demi-finaliste        |                          | |
| 1961  | Pas d'élection        |                  |      |                       |                          | |
| 1960  | Karen Eickermann      |                  |      |                       |                          | |
| 1959  | Diane Lee Gardner     |                  |      | Demi-finaliste        |                          | |
| 1958  | Devona Hubka          |                  |      |                       |                          | |
| 1957  | Mary Linda Clapham    |                  |      |                       |                          | |
| 1956  | Karen Keeler          |                  |      | Demi-finaliste        |                          | |
| 1955  | Dorothy Jane Bewley   |                  |      | Demi-finaliste        |                          | |
| 1954  | Lorna Batterson       |                  |      |                       |                          | |
| 1953  | Jeanie Carroll        |                  |      | Demi-finaliste        |                          | |
| 1952  | Joan Linn             |                  |      |                       |                          | |
| 1951  | Josephine Barbie      |                  |      |                       |                          | |